# Voisin Standard

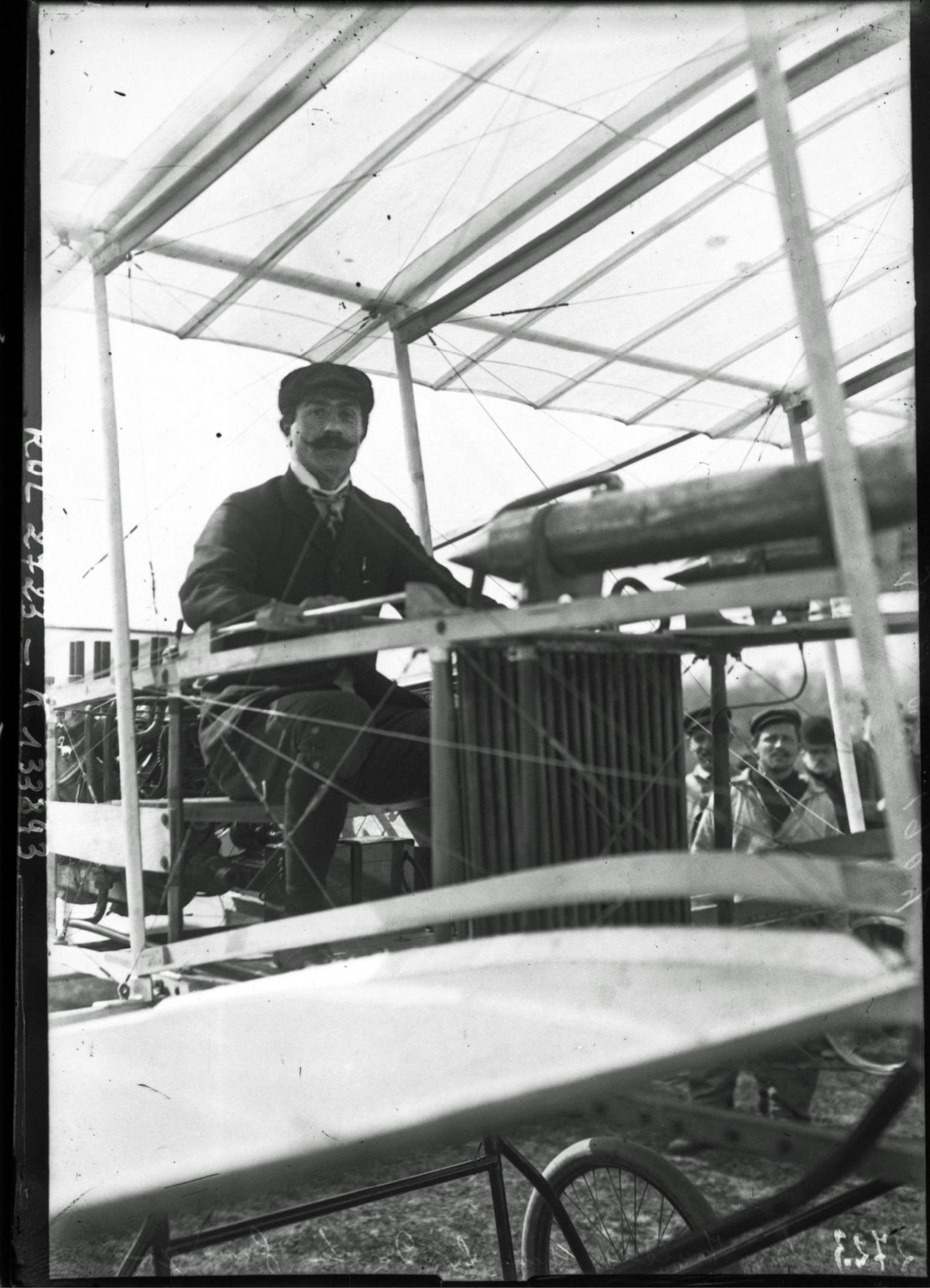
Charles Voisin am 30. März 1907 im Voisin-Delagrange Doppeldecker im Parc de Bagatelle

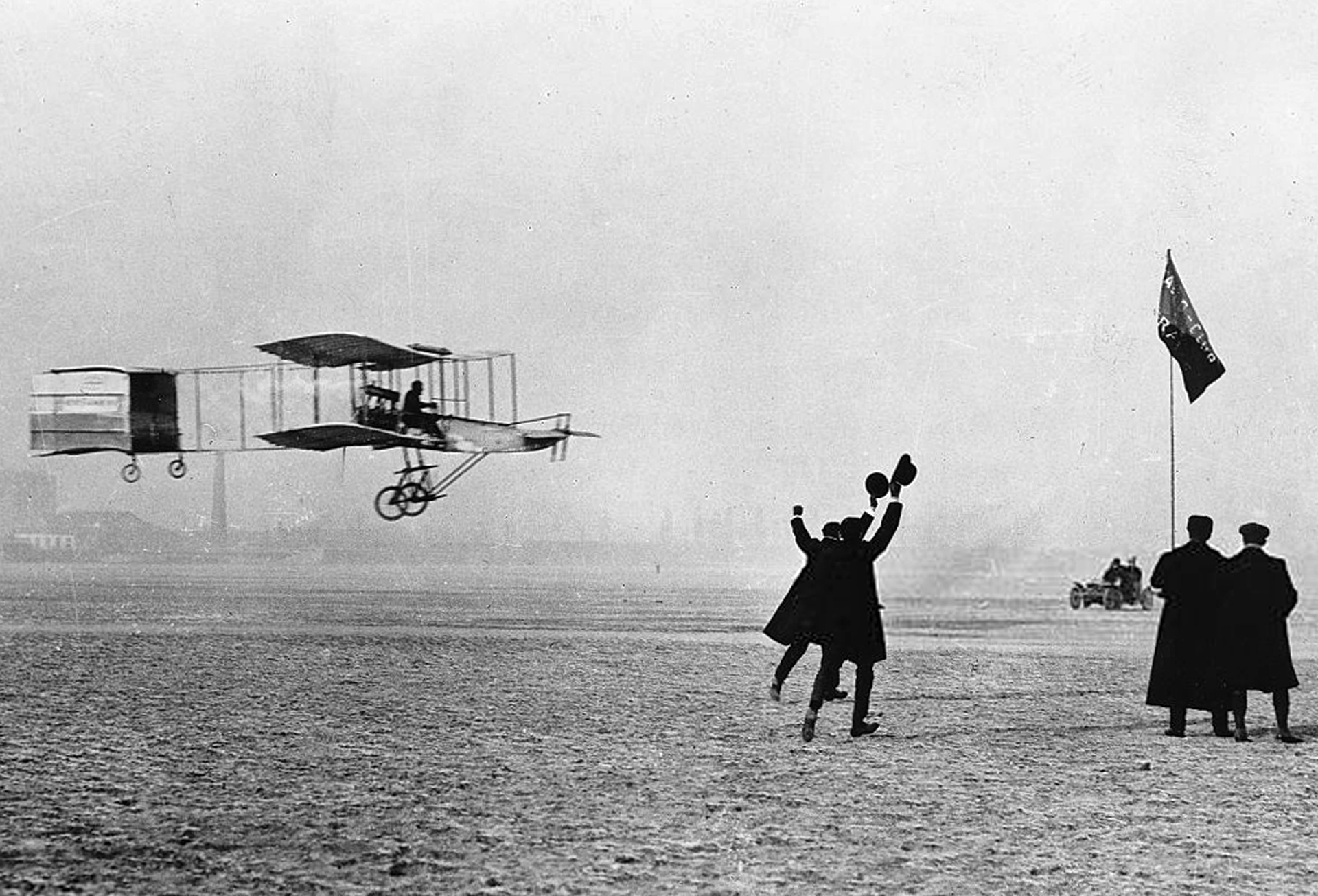
Henri Farman am 13. Januar 1908 in seinem Voisin-Doppeldecker beim Flug zum Grand Prix d’Aviation

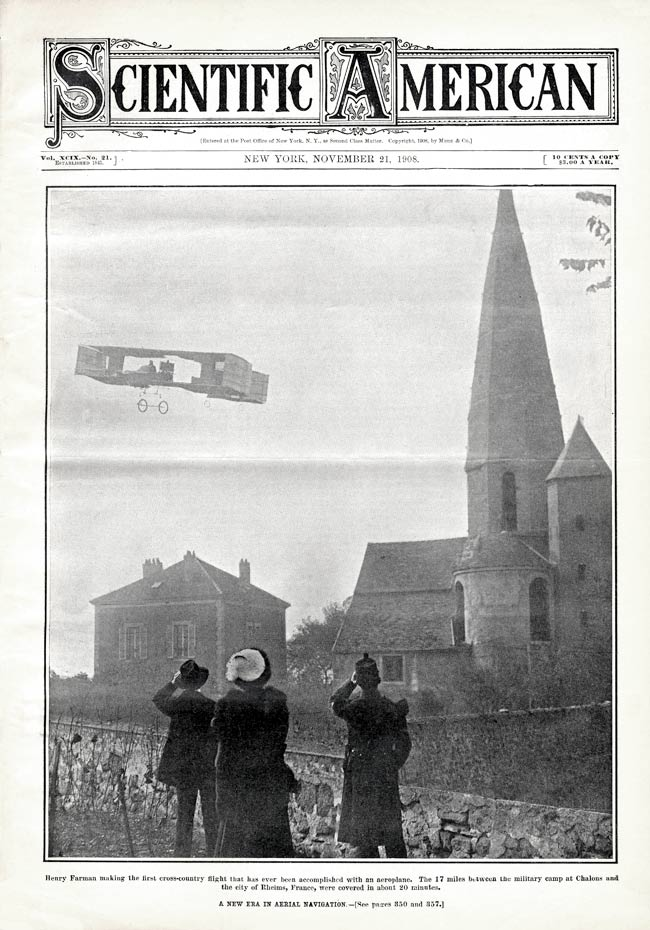
Farman am 30. Oktober 1908 „beim ersten Überlandflug, der jemals mit einem Flugzeug unternommen wurde“. Der Flug führte von Chalons nach Reims (27 Kilometer in 20 Minuten).

Der Voisin Standard-Doppeldecker gilt als erstes in größerer Serie gebautes Flugzeug der Welt, von dem zwischen 1907 und 1911 bei Aéroplanes G. Voisin rund 75 Exemplare gebaut wurden. Einen 60 Meter weiten Erstflug führte Charles Voisin am 30. März 1907 mit der für Léon Delagrange gebauten Maschine durch. Am 30. Oktober 1908 wurde mit einer Maschine dieses Typs von Henri Farman der erste Überlandflug mit einem Flächenflugzeug durchgeführt. Nach Einschätzung des zeitgenössischen Nachschlagewerks Jane’s All the World’s Aircraft (1913) von Fred T. Jane war die Voisin das erste europäische Flugzeug, das wirklich erfolgreich geflogen ist.

## Konstruktion
Die für Delagrange gebaute Maschine wurde auch unter dem Namen Voisin-Delagrange I bekannt, da die Brüder Voisin den Namen des Eigentümers gut sichtbar auf dem hinteren Teil des Rumpfes anbrachten. Die typischen Voisin-Doppeldecker waren von diesem für Delagrange gebauten Flugzeug vom März 1907 abgeleitet. Die Grundelemente dieser Maschine mit dem Doppeldecker-Tragwerk, vor dem Cockpit liegendem Höhenruder und dem Druckpropeller-Antrieb entsprachen dem Flying Machine Patent 821393 der Brüder Wright (beantragt 1903, erteilt 1906) und ihrem erfolgreichen Wright Flyer III von 1905. Die Voisin Standard hatte einen kastenförmigen Rahmen aus Stahl und Fichtenholz. Die Motorentypen variierten oft, die Leistung lag zwischen 50 und 60 PS. In der Voisin-Delagrange I war ein 37 kW (50 PS) Antoinette V8 Motor verbaut.
Die Euler-Flugmaschinenwerke bauten das Flugzeug in Lizenz.

## Nutzung

### 1907
Ende 1907 hatte auch Henri Farman einen Voisin-Doppeldecker erworben. Die vom Hersteller Voisin-Farman I nach dem Käufer bezeichnete Maschine wurde von Farman und seinem Bruder Maurice aufgrund seiner Erfahrungen beim Flugbetrieb stetig modifiziert. Viele dieser Änderungen wurden von Voisin bei später gebauten Maschinen in die Serie übernommen.

### 1908
Am 13. Januar 1908 flog Henri Farman den ersten anerkannten Motorflug der Welt über 1 km und gewann den Grand Prix d’Aviation von Deutsch und Archdeacon, der mit 50.000 Francs dotiert war.
Im Oktober 1908 gründete August Euler seine „Flugmaschinenwerke“. Der erste Flugzeugtyp, der produziert wurde, war ein Voisin-Doppeldecker Nachbau.
Am 30. Oktober 1908 flog Farman in 20 Minuten 27 Kilometer von Chalons nach Reims. Dieser Flug wurde von Scientific American als „… der erste Überlandflug, der jemals mit einem Flugzeug durchgeführt worden ist.“ gemeldet (s. Bild).

### 1909
Am 28. Januar 1909 begann Armand Zipfel (1883–1954) mit seinen Flugvorführungen in Berlin auf dem Tempelhofer Feld. Er flog dort auf Einladung des „Lokal Anzeigers“ unter großem öffentlichen Interesse bis Mitte Februar 1909 mit seinem Voisin-Doppeldecker.
1909 trennte sich Farman von Voisin, weil dieser ohne Rücksprache mit Farman die von Farman georderte und angezahlte Voisin-Farman II an den Briten John Cuthbert Moore-Brabazon verkauft hatte.
Louis Paulhan führte 1909 den ersten Gnome-Rhône-Sternmotor in einem Voisin-Doppeldecker auf einer Flugschau in Monaco vor.
Bei der Flugwoche in Reims im August 1909 traten 9 von den gemeldeten 29 Piloten auf „Voisin“ an. Die anderen Piloten verteilten sich auf 10 weitere Hersteller.
Bei der ILA 1909 wurden die längsten Flüge von De Caters mit seinem Voisin-Doppeldecker geflogen.

### 1910
Am 18. März 1910 gelang dem späteren amerikanischen Zauberkünstler Harry Houdini in einem Voisin-Doppeldecker der erste Flug in Australien. Der Flug fand auf der Old Calder Hwy in Diggers Rest, Victoria (Australien) statt.
Im Oktober 1910 stattete Voisin den Doppeldecker mit einem Maschinengewehr aus. Dieses Flugzeug stellte er bei der Pariser Luftfahrtschau aus. Es gilt als das erste bewaffnete Flugzeug der Welt.

## Museumsflugzeug
Ein Voisin-Replika (G-BJHV 1908) steht im Brooksland Museum in Weybridge südwestlich von London.

## Technische Daten
| Kenngröße             | Daten Voisin Standard (1910)         |
| --------------------- | ------------------------------------ |
| Besatzung             | 1                                    |
| Länge                 | 12 m                                 |
| Spannweite            | 10 m                                 |
| Flügelfläche          | 40 m²                                |
| Höhe                  | 3,35 m                               |
| Höchstgeschwindigkeit | 55 km/h                              |
| Startmasse            | 600 kg                               |
| Triebwerke            | ein E.N.V.-V-Motor mit 60 PS (44 kW) |